# شلمینگ
شلمینگ (به لهستانی:  Ślemień) یک روستا در لهستان است که در گمینا شلمینگ واقع شده‌است. شلمینگ ۱٬۹۷۷ نفر جمعیت دارد.